# Doin' What I Gotta Do
Albums de Doug E. Fresh & the Get Fresh Crew
The World's Greatest Entertainer
(1988) Play
(1995)
Singles
1. Bustin Out (On Funk)
Sortie : 1992

Doin' What I Gotta Do est le troisième album studio de Doug E. Fresh & the Get Fresh Crew, sorti le 27 avril 1992.
L'album, qui n'a pas reçu de bonnes critiques et n'a pas été un succès commercial, s'est classé 47e au Top R&B/Hip-Hop Albums.

## Liste des titres
| No  | Titre                         | Contient un (des) sample(s) de | Durée |
| --- | ----------------------------- | --- | ----- |
| 1.  | D.O.A.                        | | 1:07  |
| 2.  | Bustin’ Out (On Funk)         | Bustin' Out (On Funk) de Rick James It's a New Day So Let a Man Come in and Do the Popcorn de James Brown 911 Is a Joke de Public Enemy | 4:01  |
| 3.  | The Get Fresh Crew            | | 4:50  |
| 4.  | Back in the Dayz              | Before I Let Go de Maze featuring Frankie Beverly Cavern de Liquid Liquid Heaven and Hell Is on Earth du 20th Century Steel Band D.E.F. = Doug E. Fresh (Dance, Party Get-Up Remix) de Doug E. Fresh and The Get Fresh Crew Get Up and Dance de Freedom UFO d'ESG You'll Like It Too de Funkadelic | 4:48  |
| 5.  | If I Was Your Man             | Curious de Midnight Star | 4:34  |
| 6.  | Come in from the Rain         | | 5:28  |
| 7.  | I Need My Woman Tonight       | | 5:00  |
| 8.  | Check It Out                  | (Sittin' On) The Dock of the Bay d'Otis Redding P.S.K. - What Does It Mean? de Schoolly D Bring the Noise de Public Enemy Impeach the President des Honey Drippers Cold Chillin' in the Spot de Jazzy Jay featuring Russell Simmons                                                                | 3:43  |
| 9.  | The History                   | | 2:47  |
| 10. | Imagine Me Just Pumpin' It Up | | 4:01  |
| 11. | You Make Me Wanna Shout       | | 4:42  |
| 12. | The Money Grip                | | 3:39  |
| 13. | There's Nothing Better        | | 4:26  |
| 14. | I Love Myself                 | | 5:17  |
| 15. | No                            | | 4:49  |
| 16. | Vida Mia                      | Baretta's Theme de Sammy Davis, Jr. | 2:26  |
| 17. | Peace to New York             | Over Like a Fat Rat de Fonda Rae Encore de Cheryl Lynn | 3:54  |